# Гадание на рунах, или Рунический оракул Ральфа Блума
«Гадание на рунах, или Рунический оракул Ральфа Блума» — эссе российского писателя Виктора Пелевина, написанное в 1989 году.

## Содержание
Автор эссе знакомит читателя с утерянной мантической техникой гадания (способ предсказания) по руническому алфавиту Футарк. За основу эссе взята книга американского исследователя и писателя Ральфа Блюма (в тексте указан как Блум) «Книга рун», где он приводит собственную интерпретацию способов гадания по рунам и описывает их мантическое значение, во многом опираясь на канонический текст конфуцианского Пятикнижия «Книги перемен», также называемой «И цзин» и «Чжоу И».
В первой части эссе, озаглавленной «Буквы и магия», читателя знакомят с легендой возникновения рунического алфавита как одного из «магических алфавитов» древности, основанных на знаках и символах, которые выступали в роли оракула и имели большое значение; в этой же части эссе автор критикует сегодняшнее отношение к языку, значения и смыслы которого почти забыты, цитируя американского философа и япониста Эрнеста Феноллозы.
Во второй части эссе «Возрожденный оракул» автор пересказывает историю создания «Книги рун», отмечая работу Ральфа Блюма как «чрезвычайно интересный текст, в “неявном” виде содержащим целую эзотерическую систему»; ставя произведение в ряд между «И цзин» и «Иллюзиями» Ричарда Баха, автор выделяет его среди потока западной мантической литературы «высоким уровнем духовной энергии», упоминая факт неоднократного переиздания книги за довольно короткий срок.
В третьей и четвертой частях автор эссе приводит описываемые в «Книге рун» техники гадания по руническому алфавиту и краткое описание значений каждой из 25 рун, включая значения в перевернутом положении – всего 41 описание.
Заключительная часть эссе анализирует научный взгляд на мантику в контексте суждений китайского ученого-конфуцианца и философа Цзы Юня (кит. 紀昀, пиньинь Jǐ Yún; 1724–1805) и британского профессора физиологии Мартина Рейнера (Martin D. Rayner, 1934–2022), написавшего предисловие к «Книге рун»; автор эссе задается вопросом «Кто же говорит с нами, когда мы пользуемся оракулом?», выискивая ответы в цитатах Ричарда Баха из книги «Иллюзий» и Ральфа Блюма к эпиграфу 8-й главы «Книги рун» (пересказ одного из принципов «Курса чудес» — книги Хелен Шукман, вышедшей в 1976 году).

## Особенности
Данное эссе выделяется в ряду произведений автора отсутствием характерной для писателя иронии (по крайней мере, “явной”, говоря содержательной лексикой эссе), в нем автор ставит для себя и читателей общие метафизические вопросы природы бытия, следуя принципу Дельфийской максимы «Познай себя». С момента первой публикации эссе больше не издавалось и не входило в сборники произведений автора.

## Публикации
Впервые эссе было опубликовано в январском номере журнала «Наука и религия» за 1990 год. В первой части публикации дана ссылка на 3-ю страницу обложки журнала с размещенной там красочной иллюстрацией художника О. Туркуса, на которой изображены 25 рун Футарка на фоне туманности в межзвёздном пространстве; автор иллюстраций к самому тексту эссе не указан, но рисунок с изображением Одина, подвешенного на Мировом древе, в точности повторяет иллюстрацию Дженсис Салерно (Jancis Salerno) с обложки первого издания «Книги рун», опубликованной издательством Oracle Books в 1982 году.